# Webhosting
Webhosting er en it-service, som giver kunder mulighed for at gøre et website tilgængelig på World Wide Web. Webhosting kan være placeret på en privat datacenter server (incl. privat cloud) eller i public cloud (fx SaaS). Der er flere forskellige typer af webhosting men oftest bliver der snakket om webhotel-service. Et webhotel servicerer en eller flere hjemmesider. Webhosting er således den løbende service, som et webhotel yder for et domænenavn.
Andre typer af webhosting er: Virtual private server hosting, Cloud Hosting, Private Cloud Hosting, med flere.
Danmark er i dag meget konkurrencedygtig indenfor webhosting-branchen og har adskillige større udbydere, som har stor markedsandel i Europa.